# Mats Årjes
Mats Erik Årjes, född 19 april 1967 i Leksand, är en svensk företagsledare.
Mats Årjes utbildade sig till civilekonom vid Högskolan Dalarna. Åren 1992–1996 var han chef för Gesundaberget och Tomteland och därefter för Mora Hotel. År 1998 blev han direktör för Svenska Skidförbundet. Han var vd för Skistar 2002–2019.
Mellan 2008 och 2018 var han ordförande i Svenska Skidförbundet och mellan 2018 och 2023 ordförande i Sveriges Olympiska Kommitté.
Mats Årjes är gift och har två söner.